# Andrew Cooper
Pour les articles homonymes, voir Cooper.
Andrew Cooper (né le 23 décembre 1964 à Melbourne) est un rameur d'aviron australien.

## Palmarès

### Jeux olympiques
- Barcelone 1992
  -  Médaille d'or en quatre sans barreur

### Championnats du monde
- Championnats du monde d'aviron 1986
  -  Médaille d'or
- Championnats du monde d'aviron 1991
  -  Médaille d'or[1].